# Billy-lès-Chanceaux
Pour les articles homonymes, voir Billy et Chanceaux.
Billy-lès-Chanceaux est une commune française située dans le canton de Châtillon-sur-Seine du département de la Côte-d'Or, en région Bourgogne-Franche-Comté.

## Géographie

### Localisation

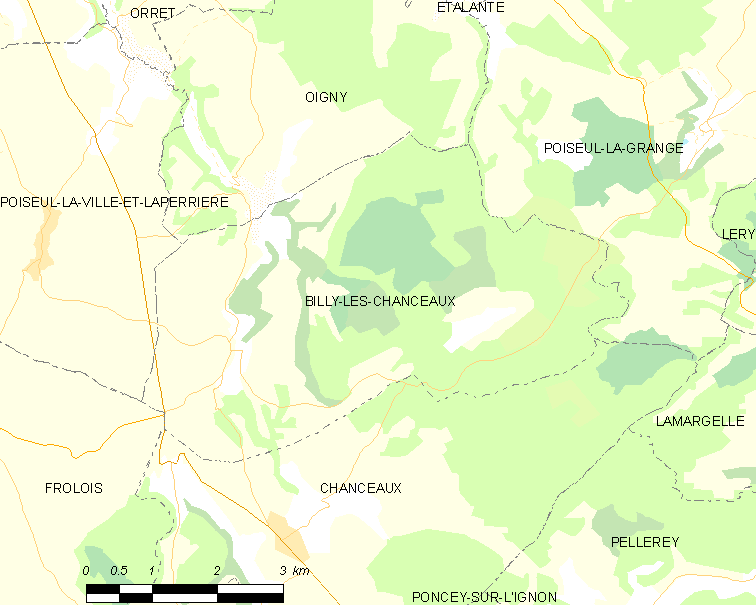

Située en bordure du plateau de Langres, au fond d'un vallon creusé par la Seine, Billy-lès-Chanceaux est la troisième commune traversée par le fleuve. Le village, s'étend sur les deux rives du fleuve et est bordé de cultures, de prés d'élevage (bovins et ovins); la forêt couvre plus de la moitié du territoire, composée de plusieurs bois communaux et de l'importante forêt domaniale de Jugny qui s'étend sur les communes voisines de Chanceaux et de Pellerey. Billy-lès-Chanceaux est un point de départ et de passage de sentiers de randonnée (le GR 2 traverse le finage du nord au sud, il passe par le village et l'écart de la Puce).
|                                | Oigny               |                   |
| Poiseul-la-Ville-et-Laperrière | Billy-lès-Chanceaux | Poiseul-la-Grange |
|                                | Chanceaux           |                   |

### Hydrographie
Le territoire de la commune abrite une importante source secondaire de la Seine dite « source qui ne tarit jamais », et plusieurs autres sources plus ou moins temporaires donnant naissance à des ruisseaux pour la plupart en rive droite du fleuve : ruisseau des Chènevières, du Movillot, de Jugny, de la Verrerie. Près du château du village, à proximité de la Croix Maréchal, un petit « étang » (en fait un petit réservoir) a été aménagé sur le cours de la Seine (étang du Château).

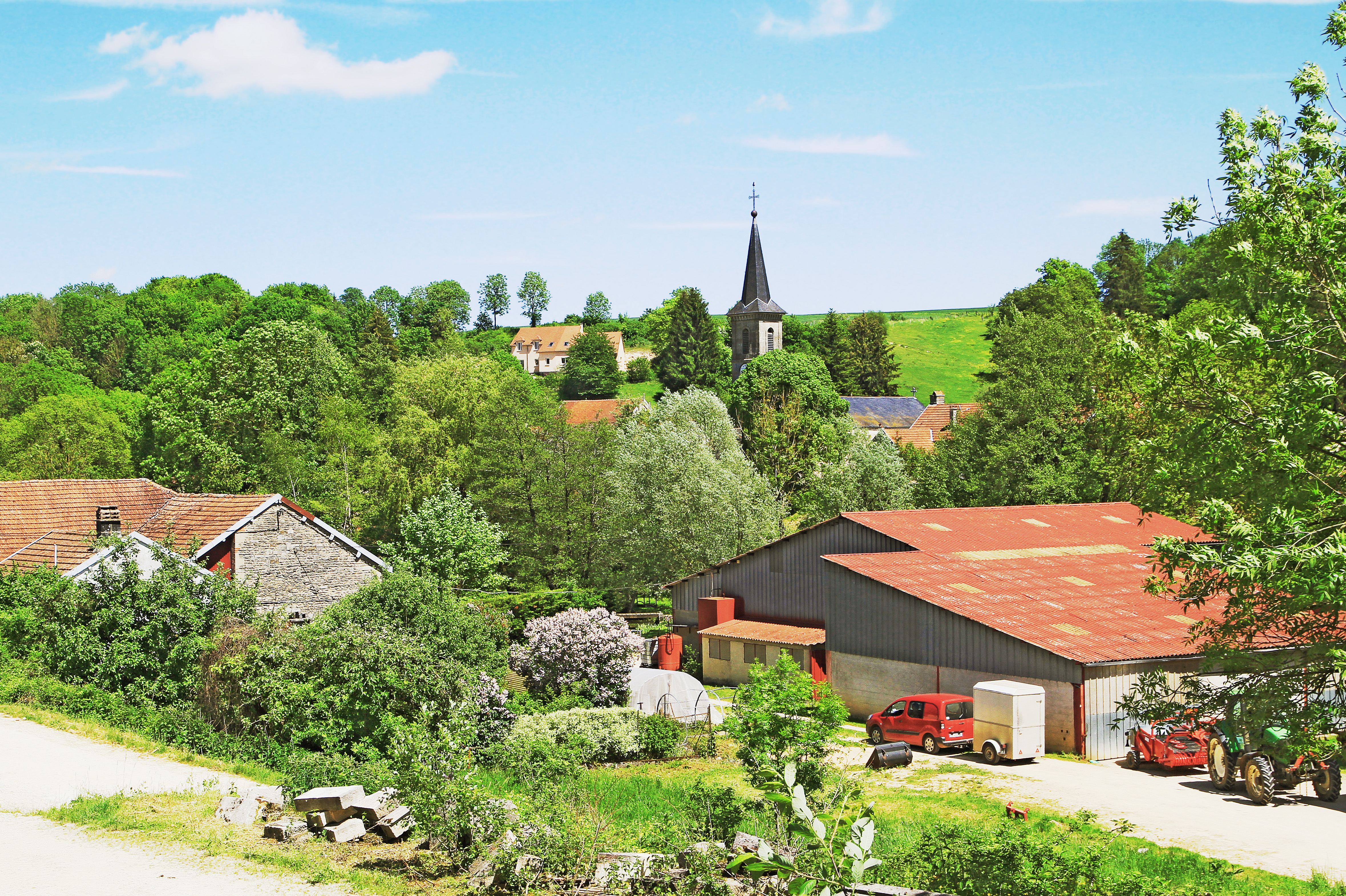
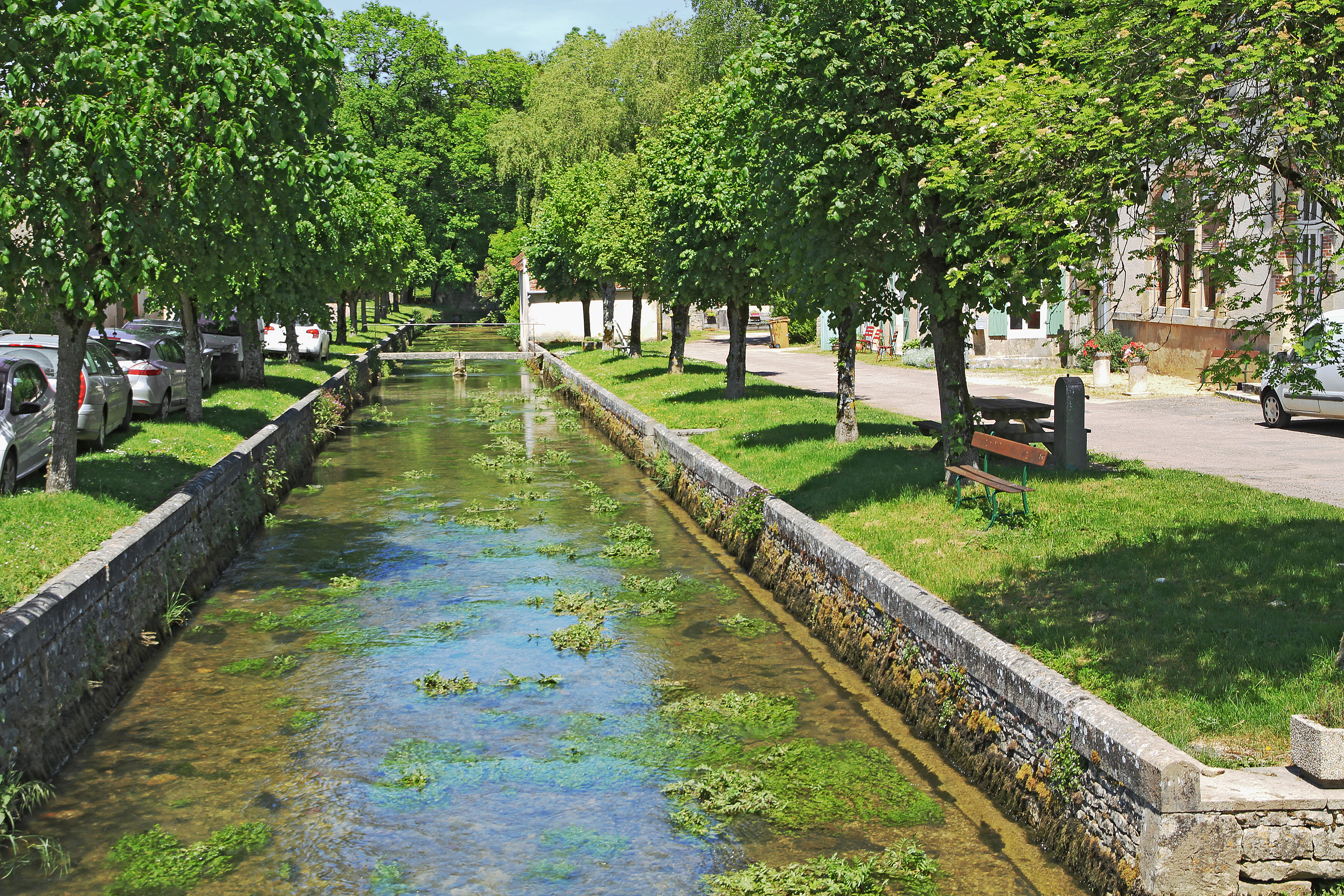
Le fleuve Seine n'est encore ici qu'un petit cours d'eau...

### Climat
Pour des articles plus généraux, voir Climat de la Bourgogne-Franche-Comté et Climat de la Côte-d'Or.
En 2010, le climat de la commune est de type climat des marges montargnardes, selon une étude du Centre national de la recherche scientifique s'appuyant sur une série de données couvrant la période 1971-2000. En 2020, Météo-France publie une typologie des climats de la France métropolitaine dans laquelle la commune est exposée à un climat océanique altéré et est dans la région climatique  Lorraine, plateau de Langres, Morvan, caractérisée par un hiver rude (1,5 °C), des vents modérés et des brouillards fréquents en automne et hiver. 
Pour la période 1971-2000, la température annuelle moyenne est de 10 °C, avec une amplitude thermique annuelle de 16,3 °C. Le cumul annuel moyen de précipitations est de 946 mm, avec 13,8 jours de précipitations en janvier et 8,6 jours en juillet. Pour la période 1991-2020, la température moyenne annuelle observée sur la station météorologique de Météo-France la plus proche, « Saint-Martin-du-M », sur la commune de Saint-Martin-du-Mont à 14 km à vol d'oiseau, est de 9,9 °C et le cumul annuel moyen de précipitations est de 938,1 mm,. Pour l'avenir, les paramètres climatiques de la commune estimés pour 2050 selon différents scénarios d'émission de gaz à effet de serre sont consultables sur un site dédié publié par Météo-France en novembre 2022.

## Urbanisme

### Typologie
Au 1er janvier 2024, Billy-lès-Chanceaux est catégorisée commune rurale à habitat très dispersé, selon la nouvelle grille communale de densité à 7 niveaux définie par l'Insee en 2022.
Elle est située hors unité urbaine. Par ailleurs la commune fait partie de l'aire d'attraction de Dijon, dont elle est une commune de la couronne,. Cette aire, qui regroupe 333 communes, est catégorisée dans les aires de 200 000 à moins de 700 000 habitants,.

### Occupation des sols
L'occupation des sols de la commune, telle qu'elle ressort de la base de données européenne d’occupation biophysique des sols Corine Land Cover (CLC), est marquée par l'importance des forêts et milieux semi-naturels (60,2 % en 2018), une proportion sensiblement équivalente à celle de 1990 (60,3 %). La répartition détaillée en 2018 est la suivante : forêts (60,2 %), terres arables (34,9 %), prairies (2,9 %), zones agricoles hétérogènes (2 %). L'évolution de l’occupation des sols de la commune et de ses infrastructures peut être observée sur les différentes représentations cartographiques du territoire : la carte de Cassini (XVIIIe siècle), la carte d'état-major (1820-1866) et les cartes ou photos aériennes de l'IGN pour la période actuelle (1950 à aujourd'hui).

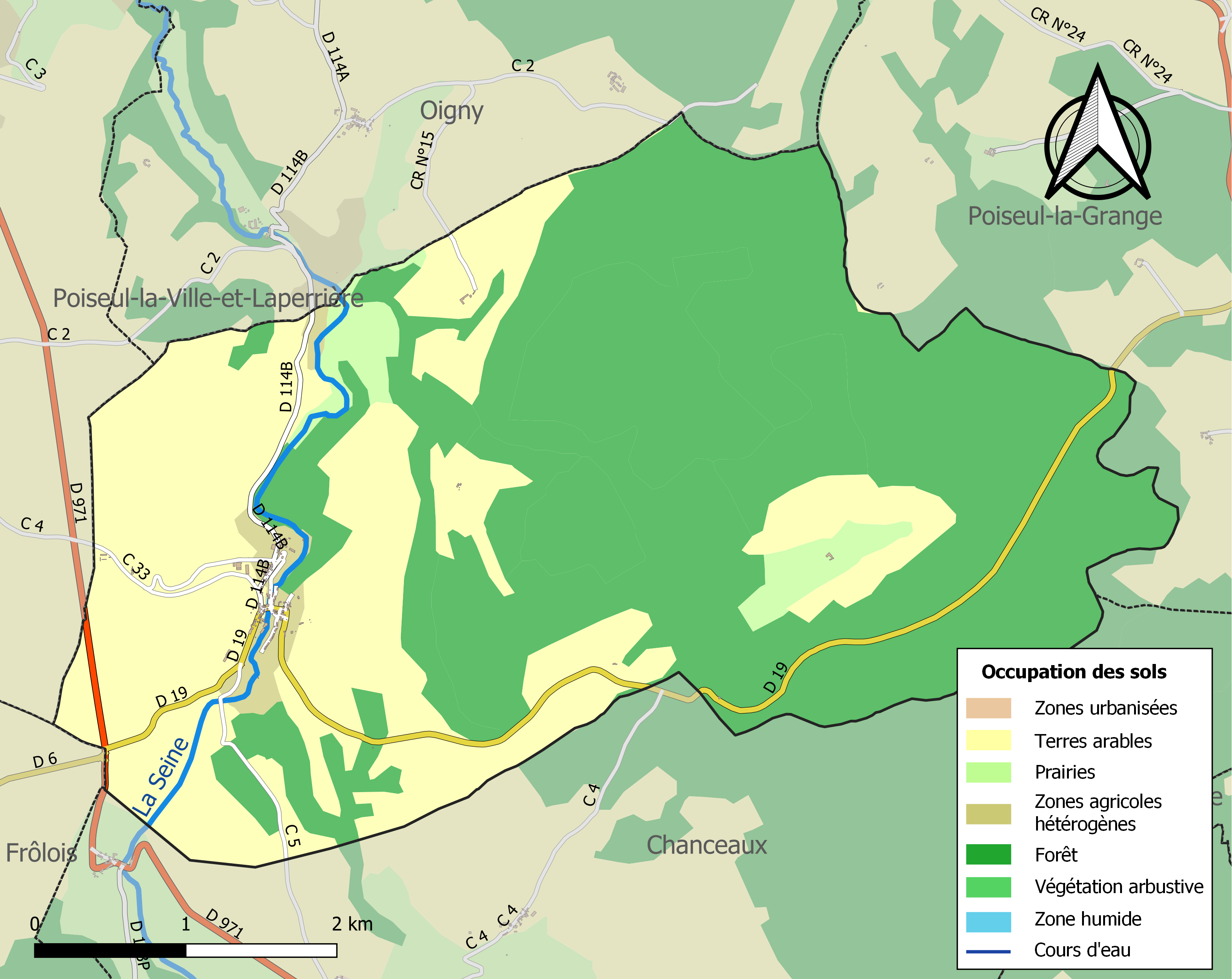
Carte des infrastructures et de l'occupation des sols de la commune en 2018 (CLC).

### Hameaux, écarts, lieux-dits
- pas de hameaux rattachés.
- habitat écarté : la Puce, Jugny, la Borde, Turtie.
- lieux-dits d'intérêt local : La Croix Maréchal, forêt de Jugny.

## Histoire

### Préhistoire et antiquité
Des tumulus celtes, des tombes gauloises et des statuettes gallo-romaines témoignent d'une occupation ancienne.

### Moyen Âge
Des sarcophages mérovingiens ont également été découvert sur ce territoire qui est alors essentiellement celui de l'abbaye d'Oigny

### Révolution française et Empire
En 1790, la paroisse est séparée de l'abbaye et de ses granges et érigée en commune.

## Politique et administration

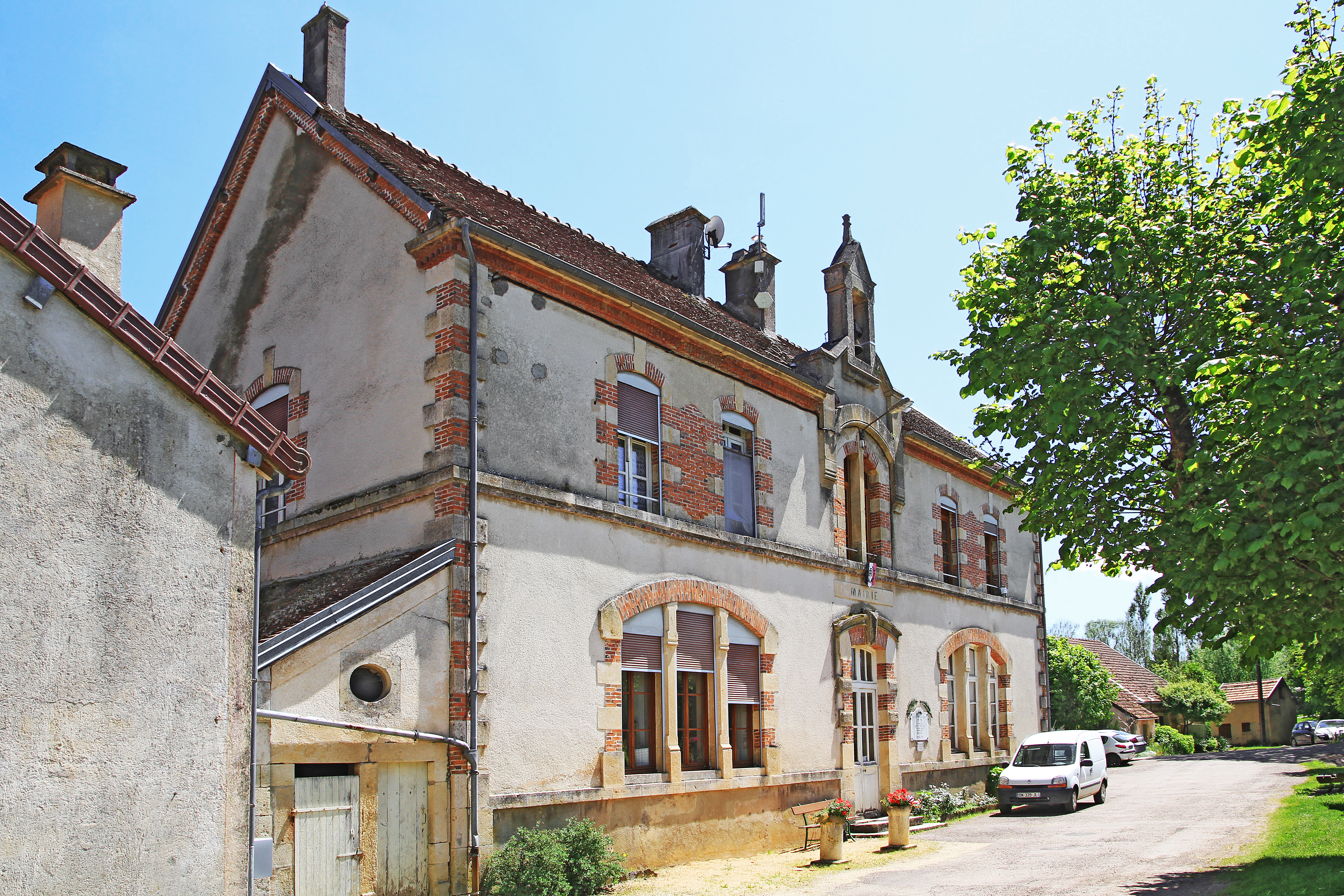
Mairie de Billy-lès-Chanceaux.

| Période                                  | Période   | Identité           | Étiquette | Qualité |
| ---------------------------------------- | --------- | ------------------ | --------- | ------- |
| mars 2001                                | mars 2008 | Christian Kempnich |           |         |
| mars 2008                                | en cours  | Jean-Pierre Clerc  |           |         |
| Les données manquantes sont à compléter. |           |                    |           |         |

## Population et société

### Démographie
L'évolution du nombre d'habitants est connue à travers les recensements de la population effectués dans la commune depuis 1793. Pour les communes de moins de 10 000 habitants, une enquête de recensement portant sur toute la population est réalisée tous les cinq ans, les populations de référence des années intermédiaires étant quant à elles estimées par interpolation ou extrapolation. Pour la commune, le premier recensement exhaustif entrant dans le cadre du nouveau dispositif a été réalisé en 2004.

En 2022, la commune comptait 68 habitants, en évolution de +17,24 % par rapport à 2016 (Côte-d'Or : +0,82 %, France hors Mayotte : +2,11 %).
| 1793 | 1800 | 1806 | 1821 | 1831 | 1836 | 1841 | 1846 | 1851 |
| ---- | ---- | ---- | ---- | ---- | ---- | ---- | ---- | ---- |
| 327  | 293  | 294  | 284  | 366  | 357  | 324  | 328  | 327  |

| 1856 | 1861 | 1866 | 1872 | 1876 | 1881 | 1886 | 1891 | 1896 |
| ---- | ---- | ---- | ---- | ---- | ---- | ---- | ---- | ---- |
| 303  | 291  | 290  | 256  | 251  | 240  | 237  | 200  | 174  |

| 1901 | 1906 | 1911 | 1921 | 1926 | 1931 | 1936 | 1946 | 1954 |
| ---- | ---- | ---- | ---- | ---- | ---- | ---- | ---- | ---- |
| 196  | 183  | 171  | 141  | 164  | 147  | 110  | 154  | 122  |

| 1962 | 1968 | 1975 | 1982 | 1990 | 1999 | 2004 | 2006 | 2009 |
| ---- | ---- | ---- | ---- | ---- | ---- | ---- | ---- | ---- |
| 146  | 117  | 76   | 71   | 76   | 74   | 81   | 83   | 77   |

| 2014 | 2019 | 2022 | - | - | - | - | - | - |
| ---- | ---- | ---- | - | - | - | - | - | - |
| 58   | 68   | 68   | - | - | - | - | - | - |

## Économie
L'économie est dominée par l'agriculture autour de quelques exploitations importantes dont un GAEC. Elle abrite le siège et les ateliers d'une PME innovante dans le domaine des fauteuils pour handicapés. Elle ne dispose plus de commerce sur son territoire hormis la boutique de vente du GAEC.

## Culture locale et patrimoine

### Lieux et monuments
La commune n'a pas de monument classé à l'inventaire des monuments historiques, elle compte 19 monuments ou édifices répertoriés à l'inventaire général du patrimoine culturel, et 17 objets répertoriés à l'inventaire général du patrimoine culturel.
- Pont de type romain sur la Seine, (troisième pont routier sur ce fleuve depuis sa source située à une vingtaine de kilomètres au sud) construit au début du XVIIIe siècle, ses deux arches posées sur une pile à becs franchissent ce qui n'est encore ici qu'un petit cours d'eau à truites. De chaque côté de la chaussée, six chasse-roues sont situés au niveau de la pile et aux extrémités du parapet[19].

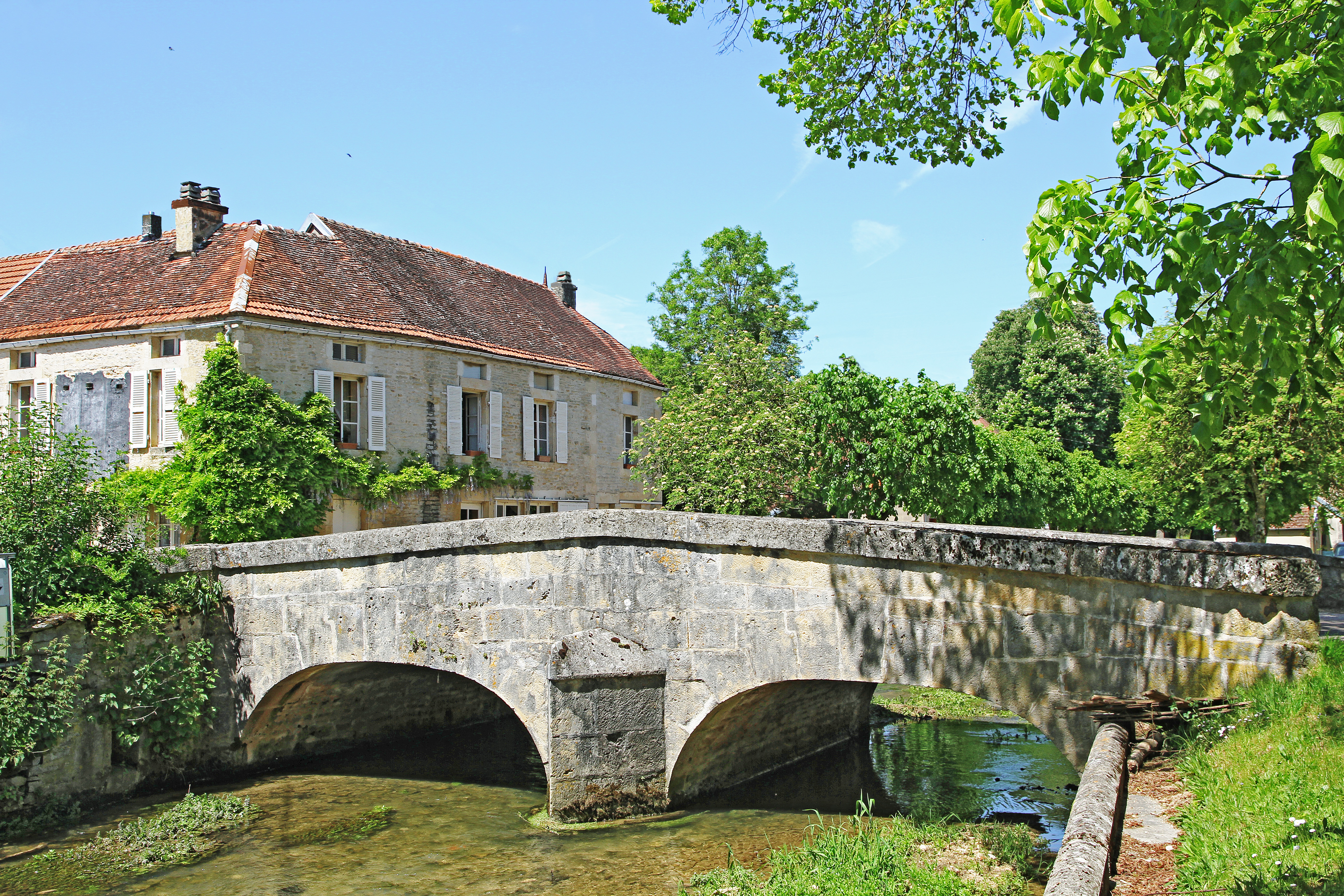
Pont à deux arches sur la Seine.
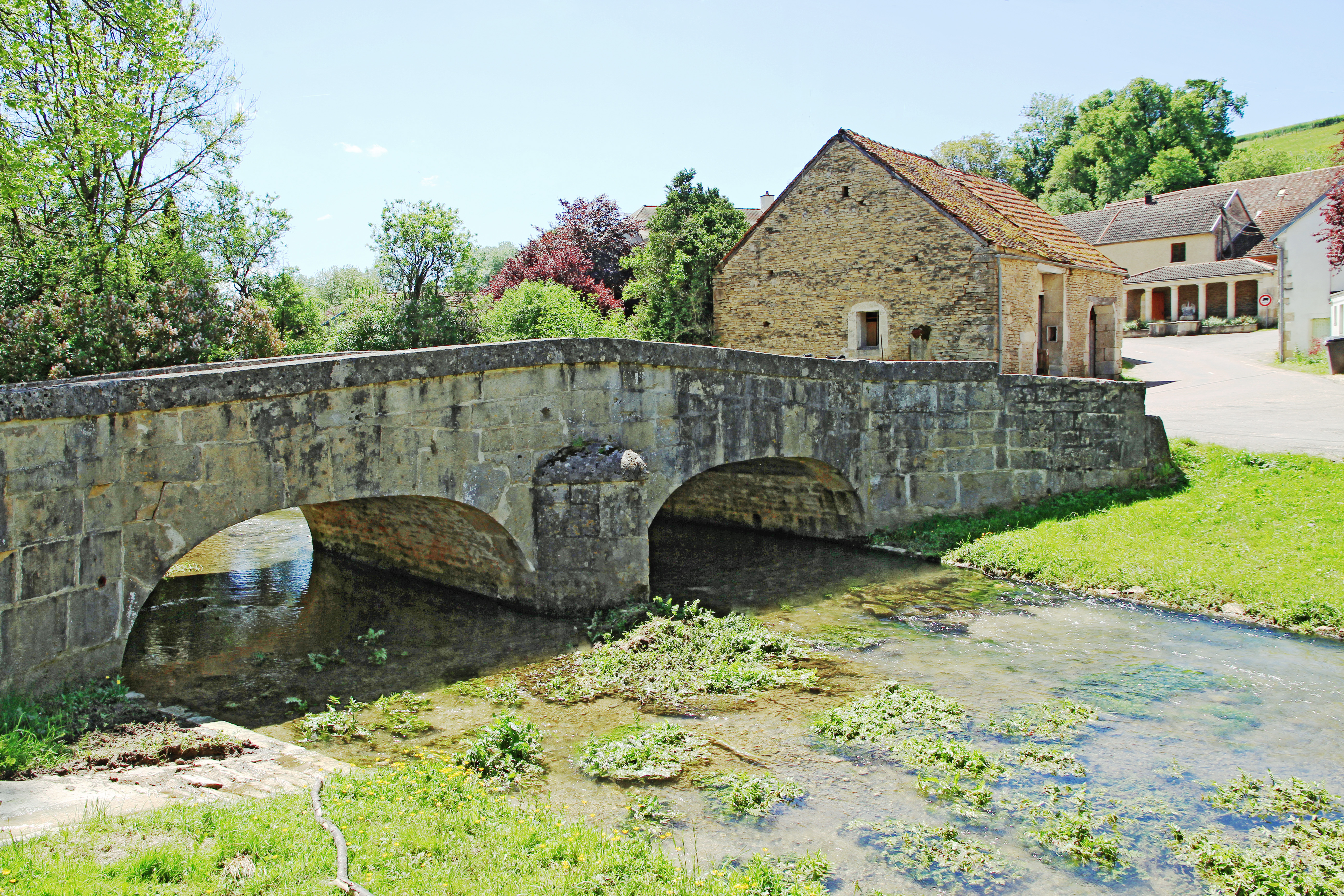
Construit au XVIIIe siècle en pierres de taille.
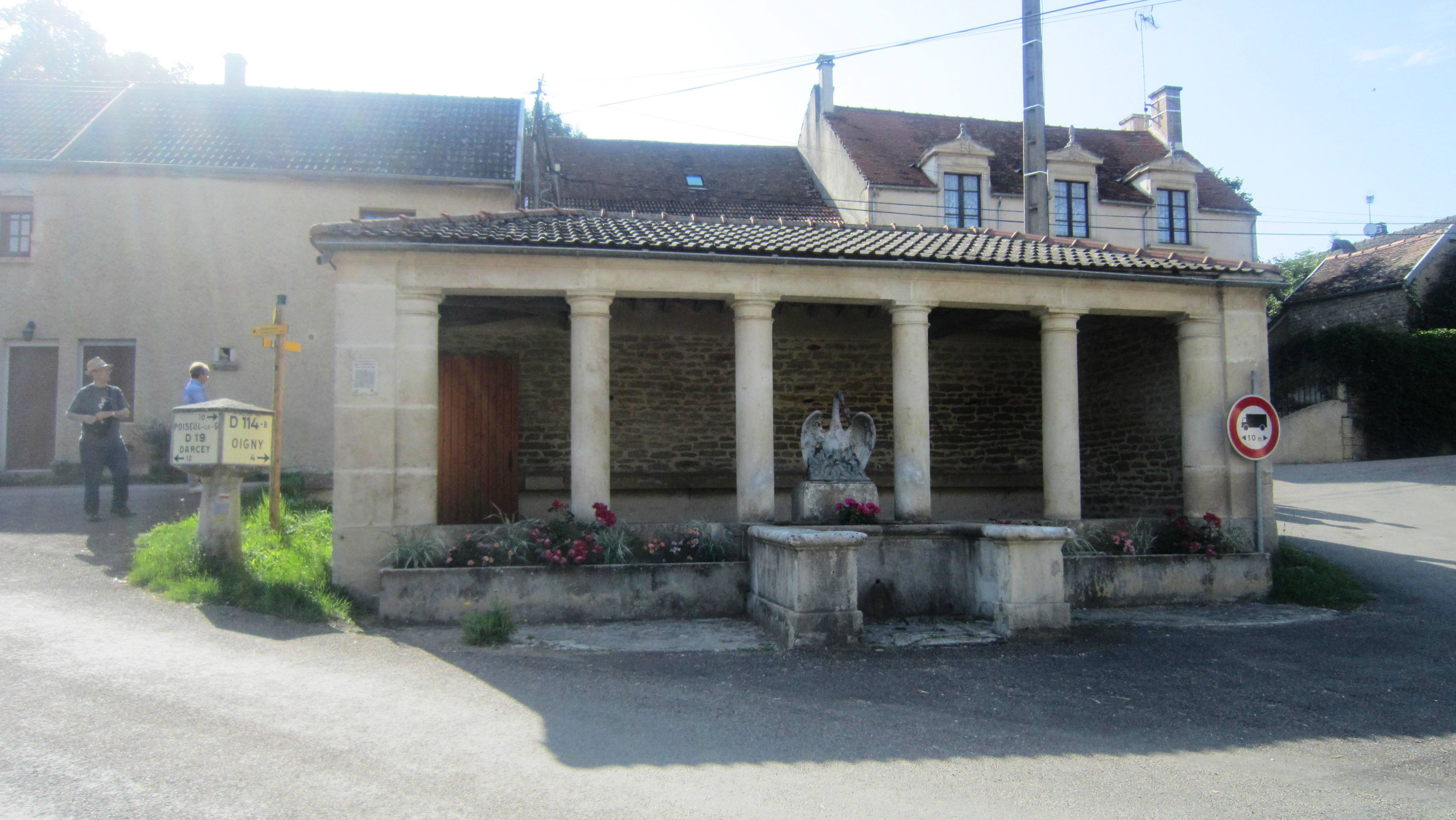
Le lavoir de Billy-lès-Chanceaux

- L'église Saint-Georges XVIe siècle et XVIIIe siècle suit un plan basilical (« allongé ») à abside ronde. La façade présente un solide portique (porche ouvert) à fronton grecque soutenu par deux colonnes doriques. La tour rectangulaire du clocher à flèche octogonale est placé au-dessus de cette façade, précédant un toit en ardoise à deux versants incurvés en creux, arrondi sur l'abside[20].

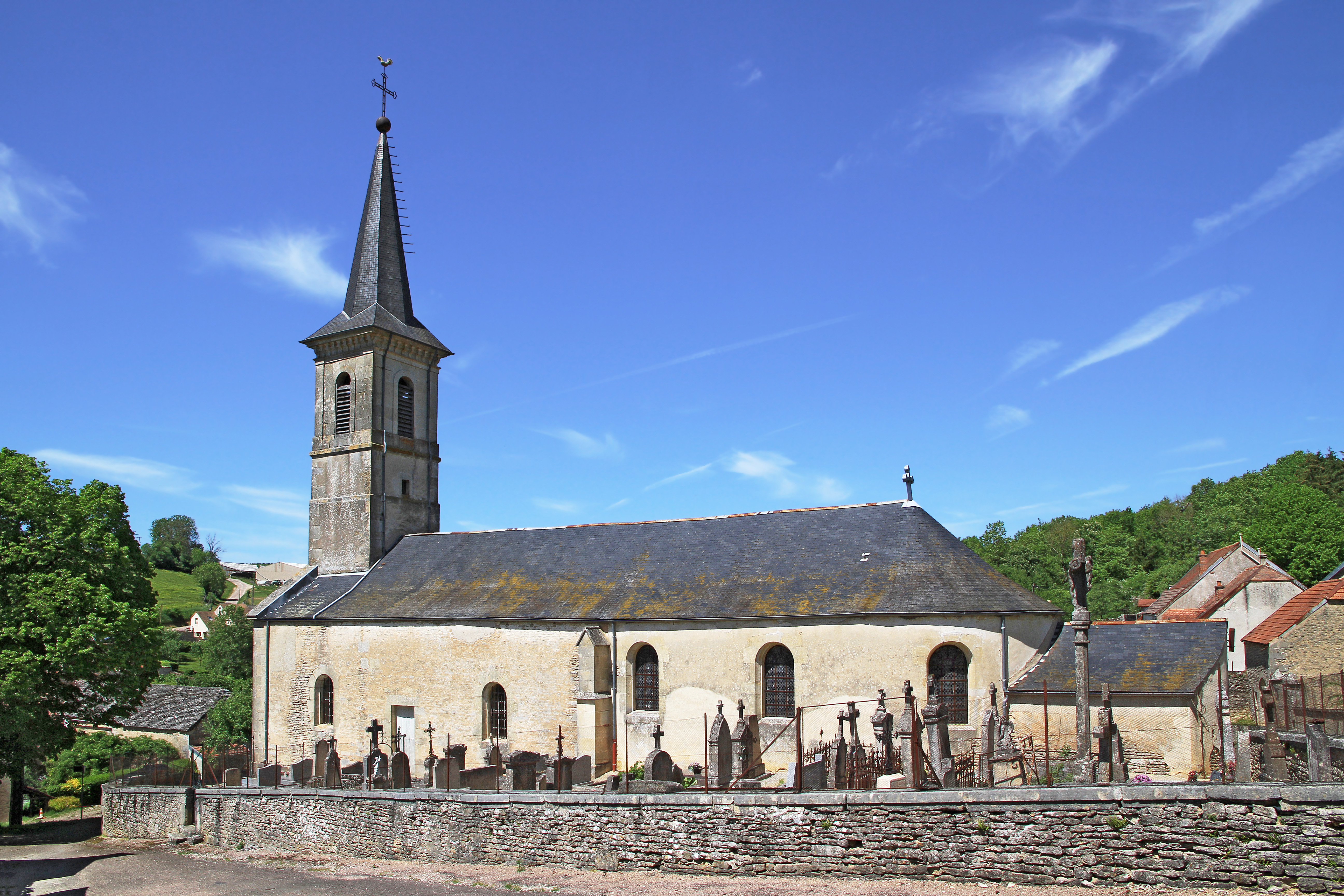
Église Saint-Georges de plan basilical.
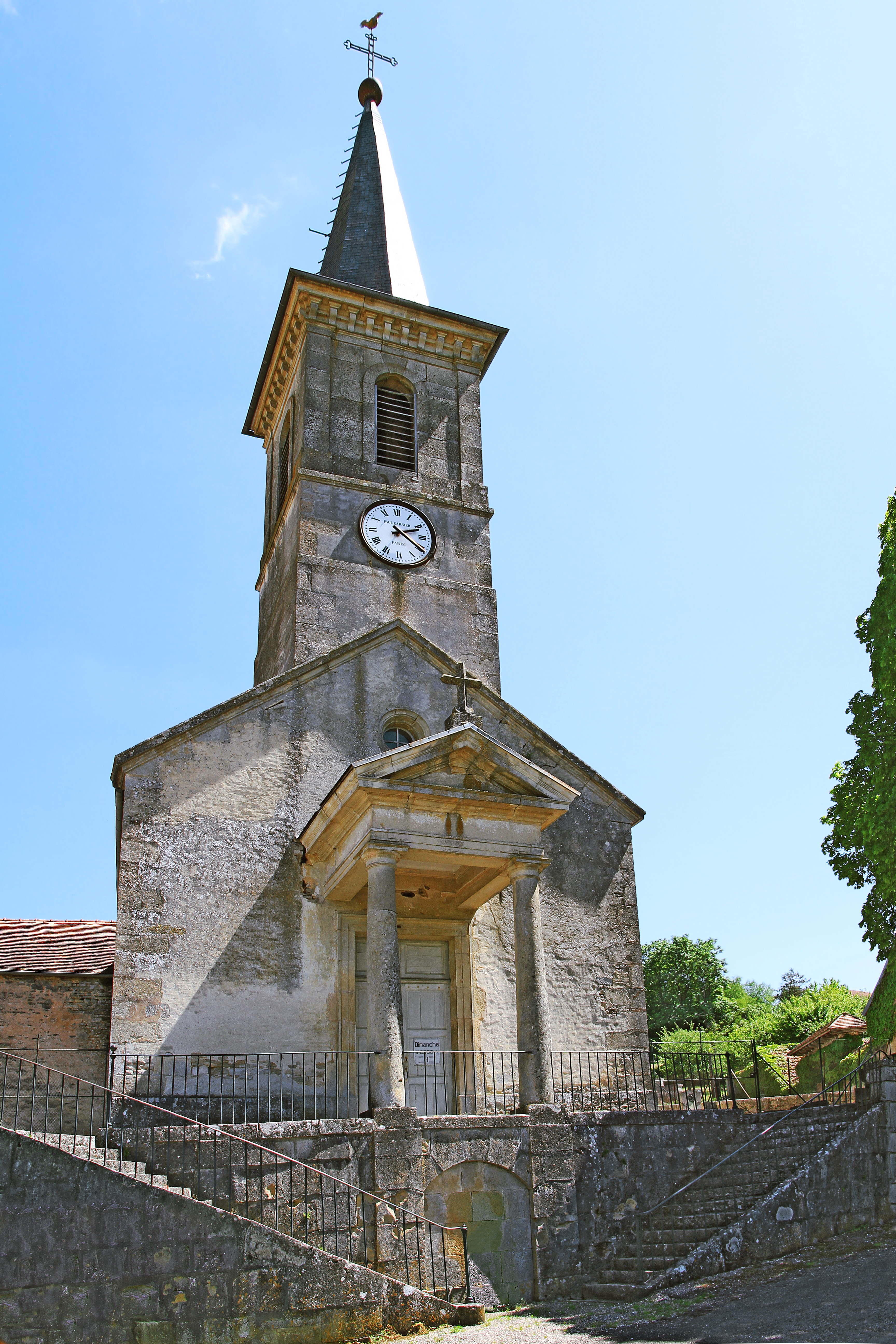
Portique à colonnes doriques en façade.
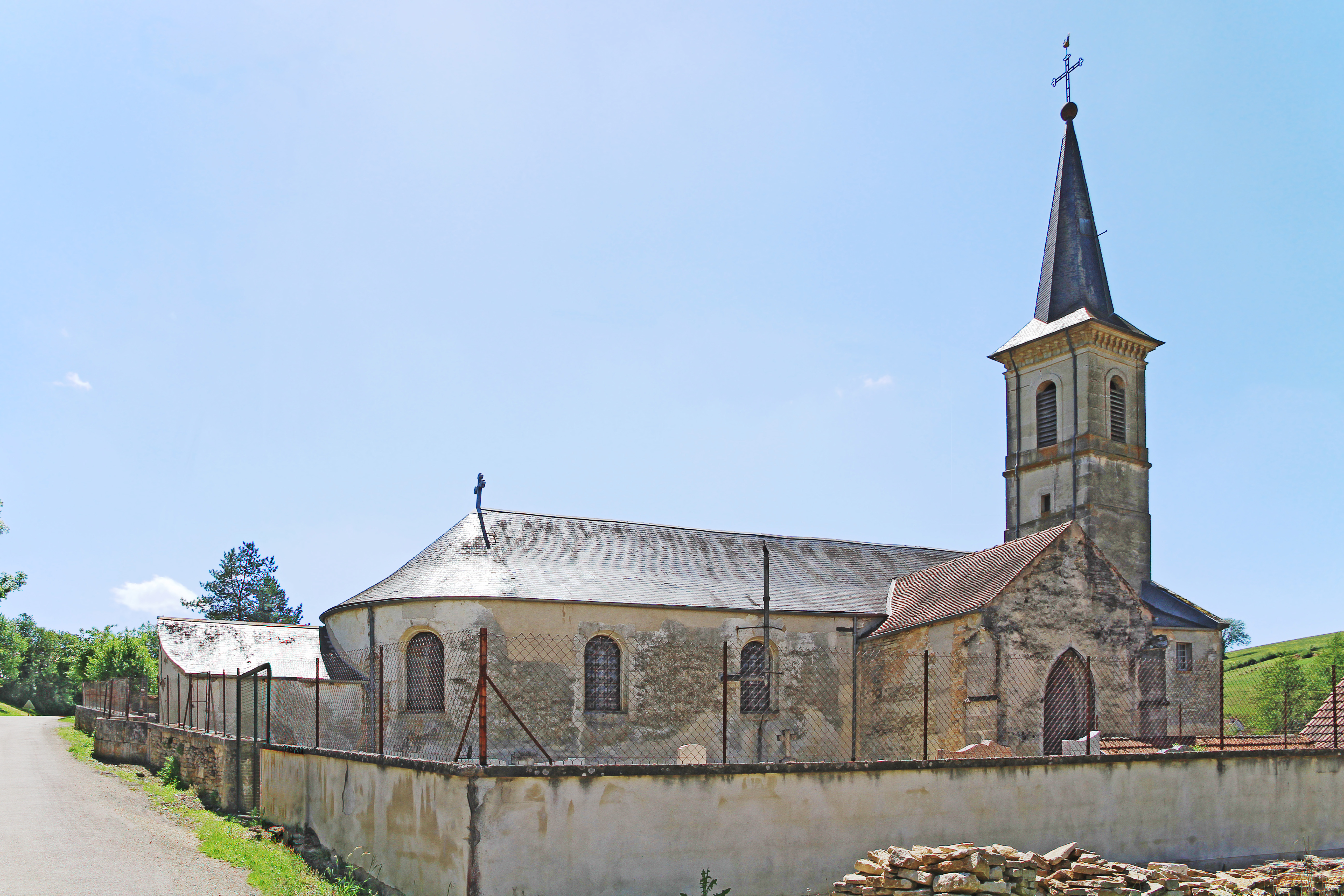
L'édifice dans son enclos paroissial.

- Château de Billy-les-Chanceaux[21] dont la première mention remonte à 1275 où « monseigneur de Grignon tient jurabe et randauble la maison fort de Bille ... ». En 1391, Bertrand de Chartres y tient en fief du duc de Bourgogne « une sale et une masiere tout clos a murs … ». Le château actuel, construit en 1628 par Germain Porcherot, a été remanié dans la deuxième moitié du XVIIIe siècle : la chapelle Notre-Dame de la Compassion date de 1763. Le bâtiment est encore remanié au XIXe siècle.
- deux lavoirs classés M.H. dont l'un a la particularité d'être situé hors de cours d'eau, au centre du village. C'est un long bâtiment rectangulaire, couvert d'un toit à quatre pans ; il est complètement ouvert à l'est, six colonnes doriques supportant le toit. Au centre des colonnes, un abreuvoir est disposé perpendiculairement hors murs ; il est alimenté par une fontaine qui a la forme d'un cygne entouré de roseaux, peut-être un modèle produit par une des fonderies de la Haute-Marne qui proposaient ce symbole à leurs catalogues[22], mais rien sur place ne le confirme[23].

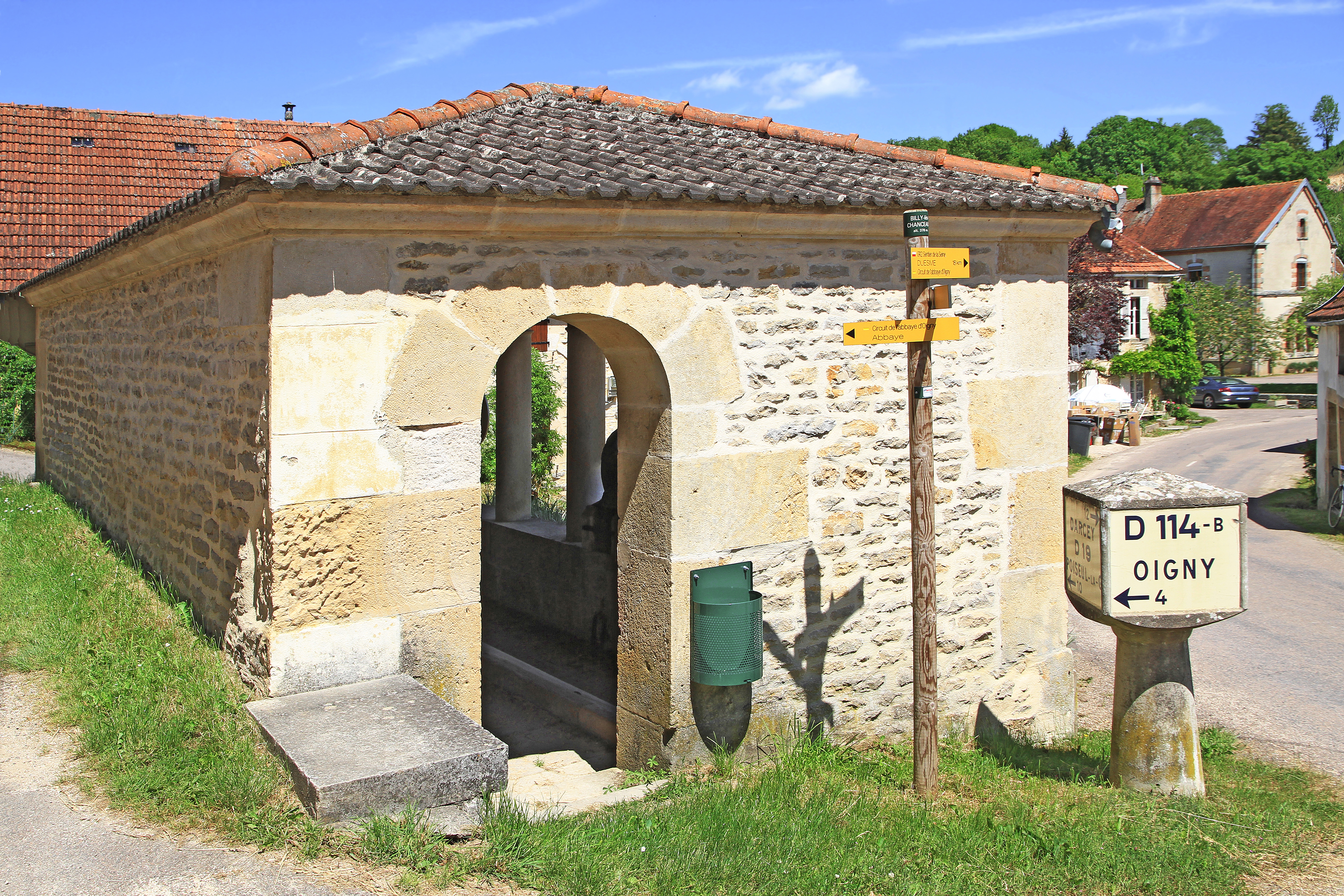
Situé dans un croisement (noter la borne Michelin et les directions G.R...),
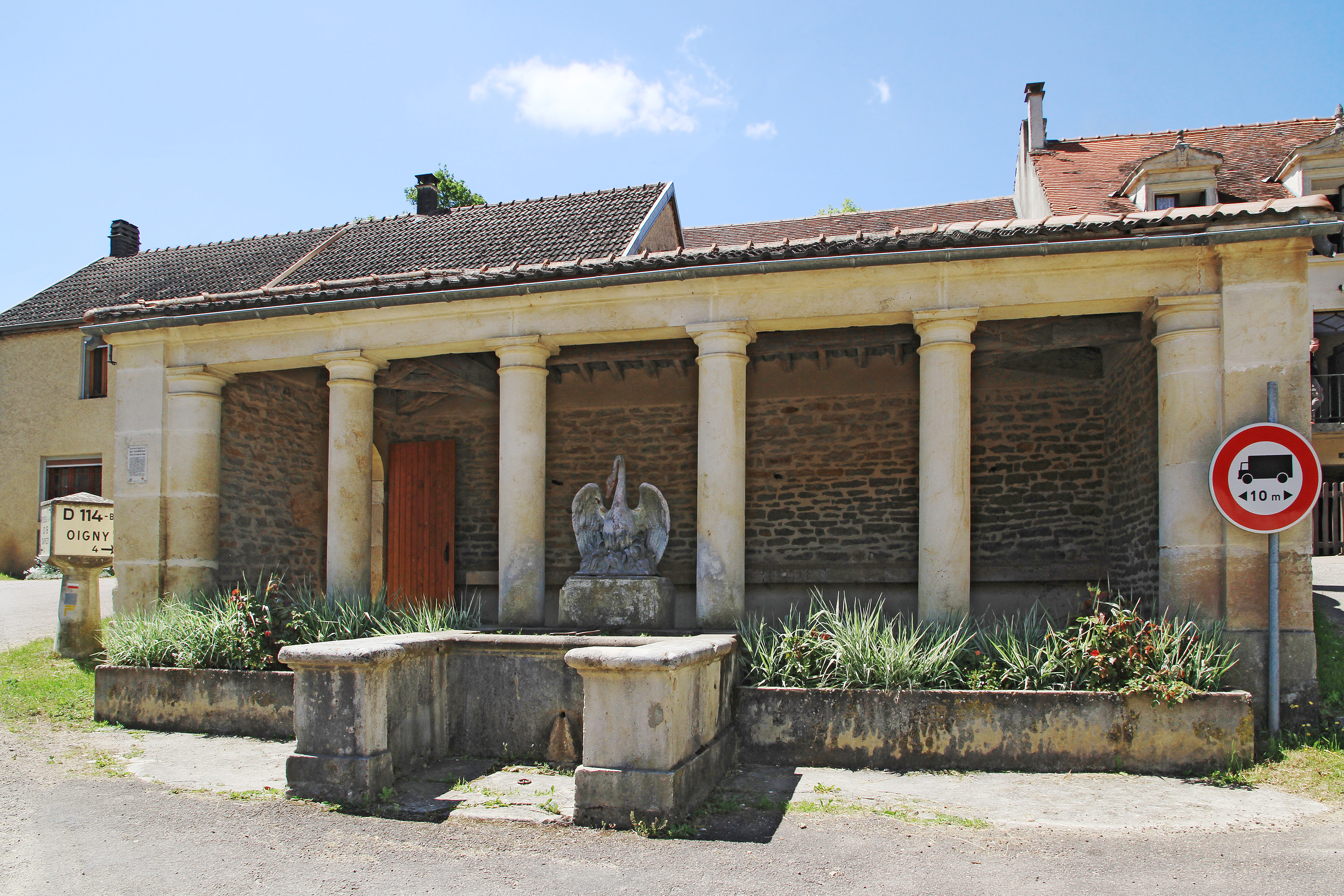
ce lavoir-abreuvoir à colonnes doriques...
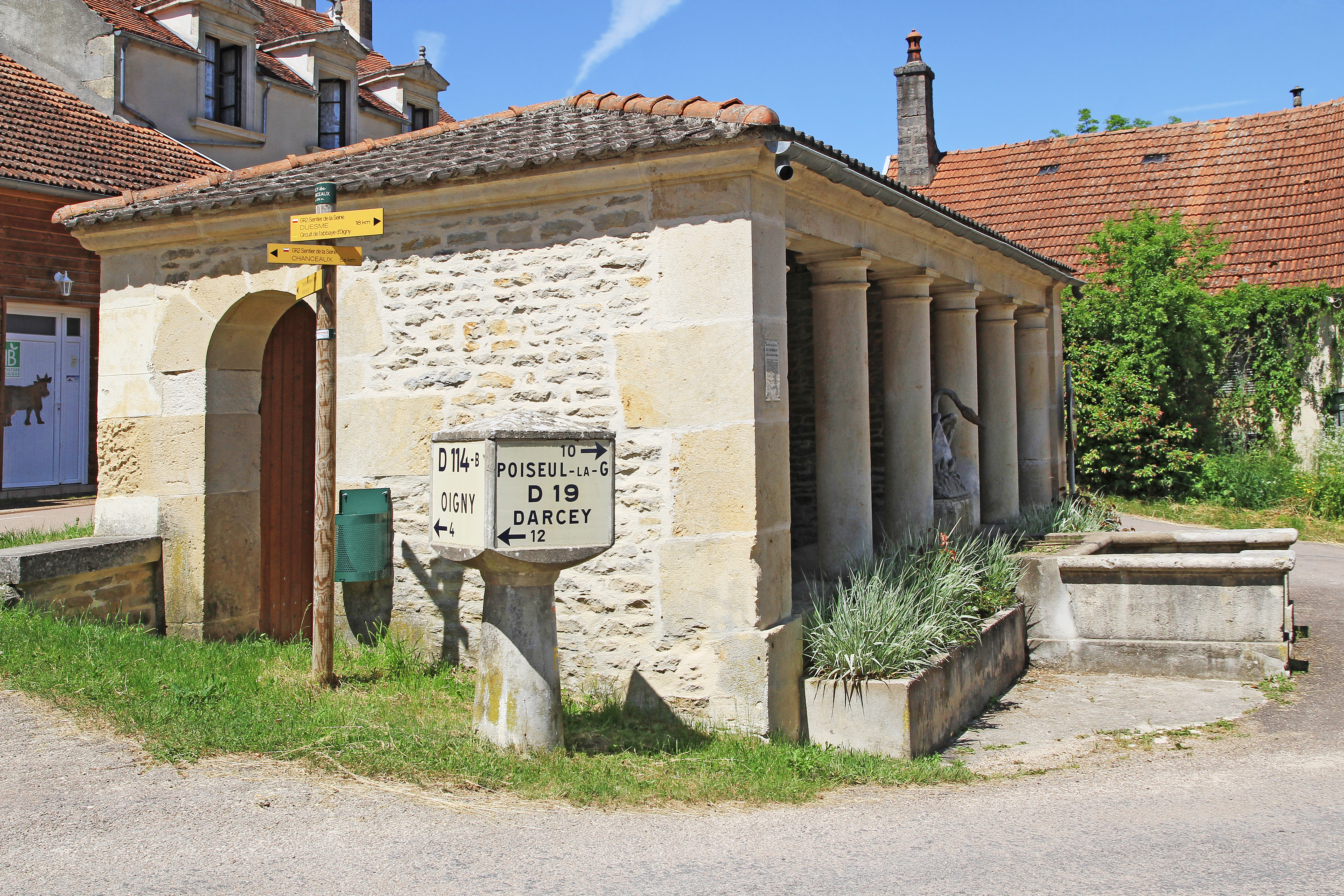
était alimenté par une fontaine...
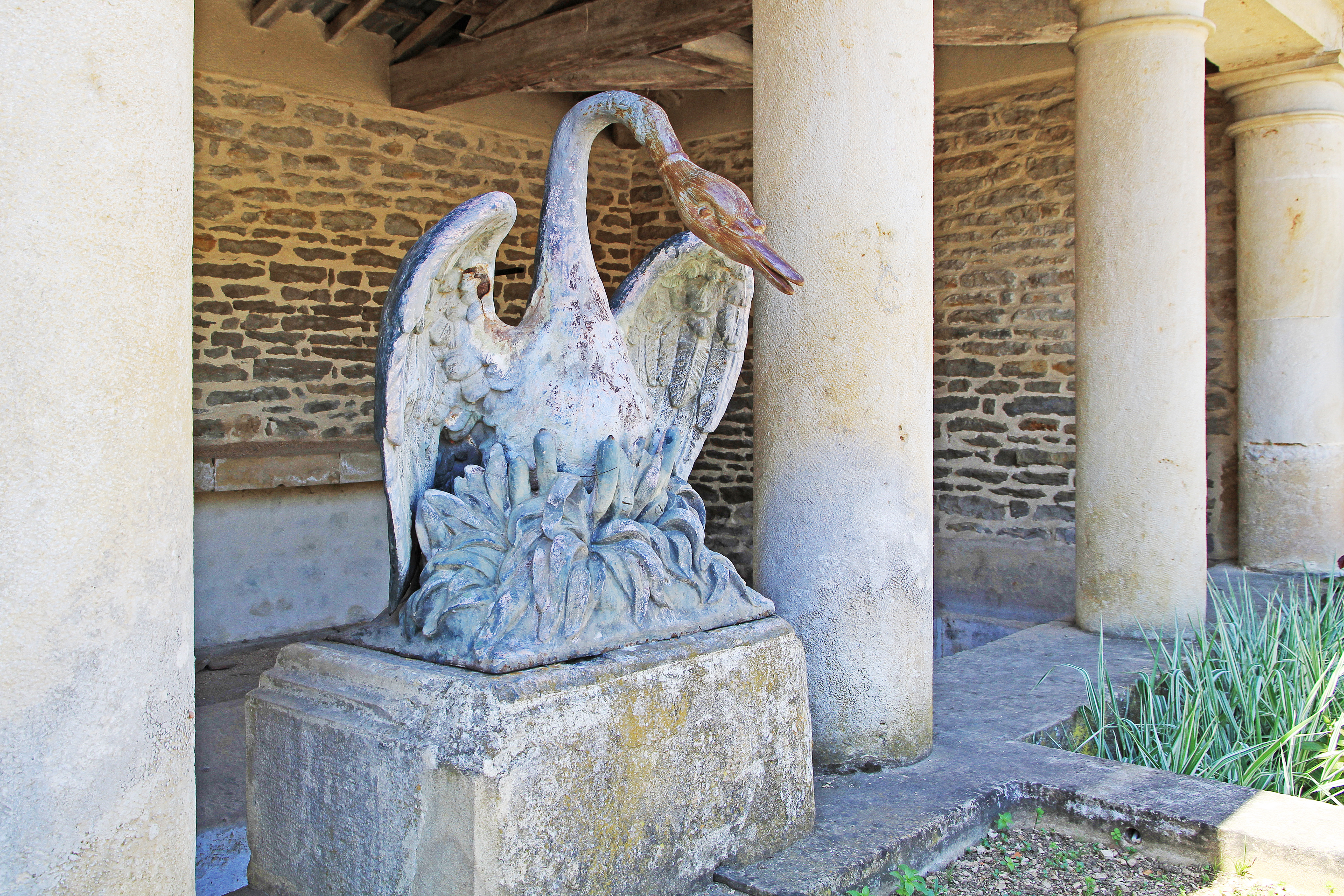
réalisée en fonderie sous la forme d'un cygne.

- plusieurs croix anciennes dont la croix Maréchal de style celtique situé sur un tertre dans un lieu ombragé en rive gauche de la Seine, lieu de promenade privilégié.

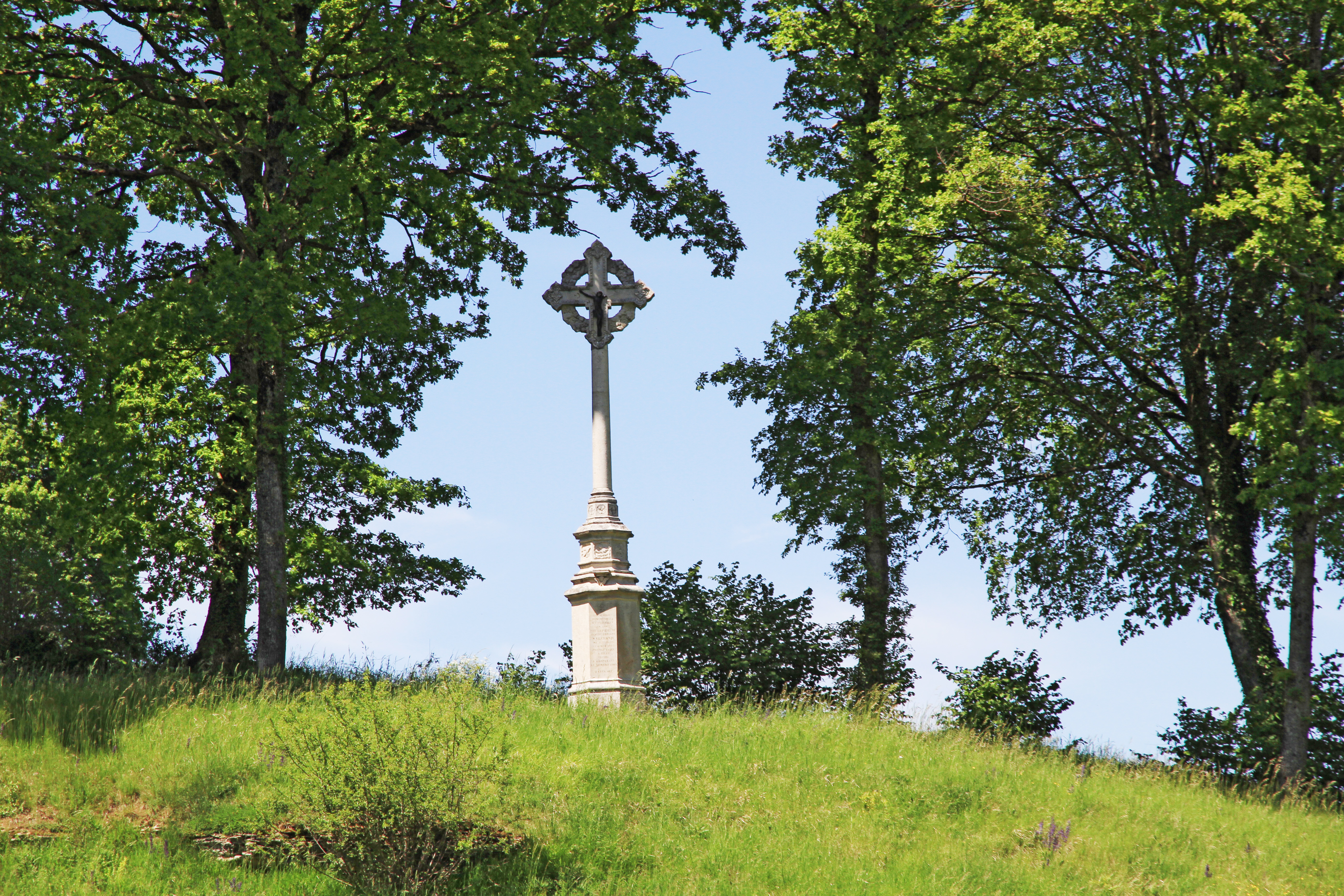
La croix Maréchal.
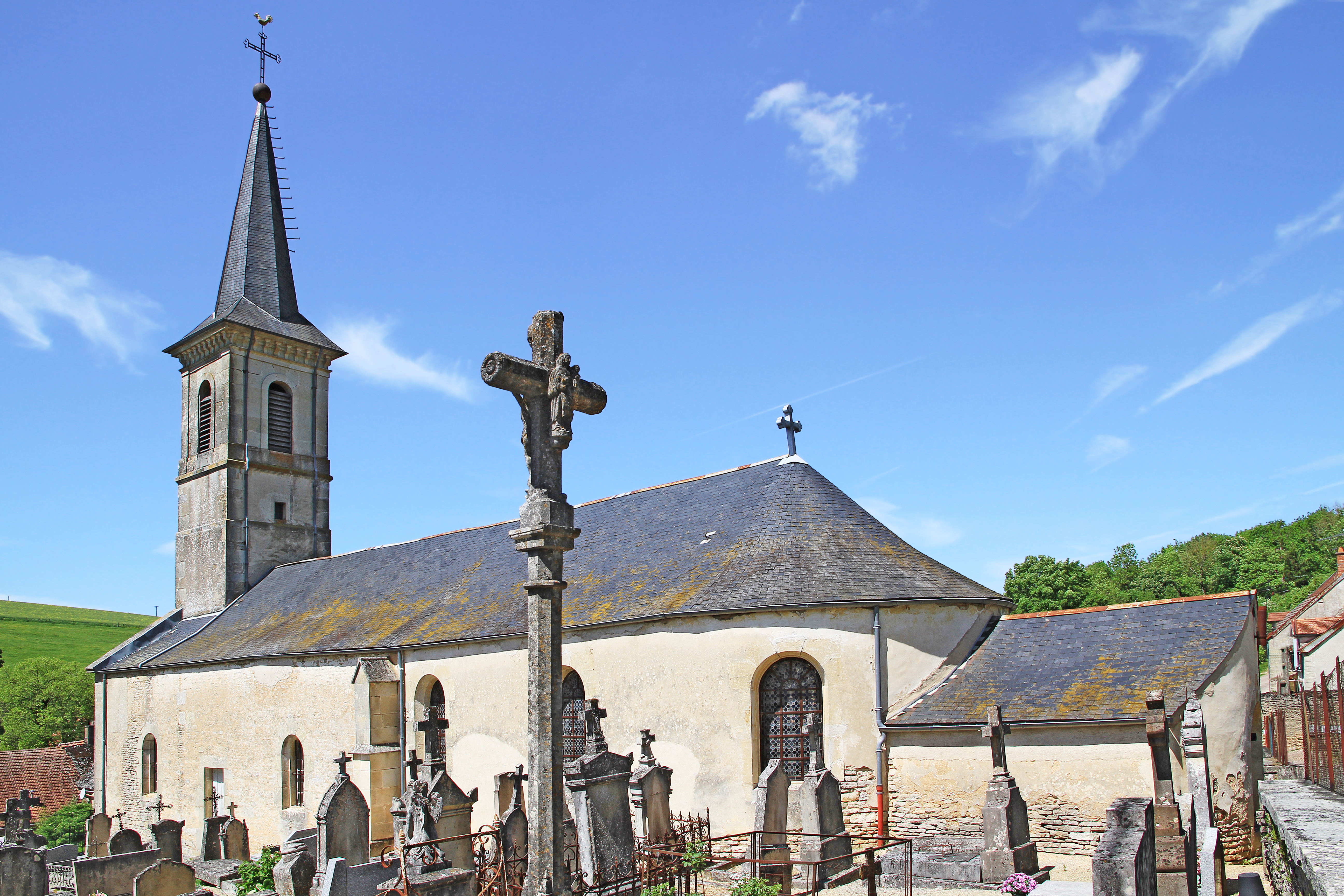
Croix du cimetière  Classé MH (1990)[24].